# ひかりごけ (オペラ)
『ひかりごけ』は、團伊玖磨が作曲した全2幕のオペラである。武田泰淳の小説『ひかりごけ』を台本としている。

## 作曲の経緯
1970年の秋に公演先の盛岡で三島由紀夫の自殺を知り、暗い気持ちで東京に戻った團は、演出家の浅利慶太と共に民音よりオペラを委嘱されるが、内容が團らの嗜好に合わなかったため、それを断る（浅利と共に）。その際、浅利と「ひかりごけ」の話をした團は、その後「ひかりごけ」を読み返し、すぐに魅了される。そうして、八丈島の小屋に籠もり、1971年丸々かけてスケッチを年末に、オーケストレーションを1972年2月20日に終えた。

## 初演
1972年4月27日、大阪国際フェスティバルにて。東京初演は、1年後に東京日生劇場にて。共に演出は浅利慶太である。

## 演奏時間
約1時間45分

## 登場人物
- 船長（バリトン）
- 西川（テノール）
- 八蔵（バス）
- 五助（バリトン）
- 裁判長（バリトン）
- 検事I（テノール）
- 検事II（バリトン）
- 弁護人（テノール）

- 傍聴人（合唱）

## あらすじ
舞台は、第二次世界大戦末期の昭和19年春、北海道は知床のマッカウス洞窟の中。
船が難破しここに漂着した船長、西川、八蔵、五助の4人。弱気な八蔵と五助に対して強気な西川は、生還を信じてこの2人と言い争いになる。腰痛の五助を残し、船長と西川は食料探しに出る。その間、五助は八蔵に自分が死んだら食料にされるのではないかと訴えるが、自分はそんなことはしないと八蔵は窘める。
それから、3日が経過し五助は息絶える。船長は西川を懐柔しようとする。八蔵は遺体を海に流すと主張するが、船長はそれを退ける。さらに3日が経過し、船長と西川は五助を喰う。衰弱した八蔵は、己を責める西川を慰める。

### 全2幕
- 第1幕：マッカウスの洞窟の場
- 第2幕：法廷の場